# 江原駅

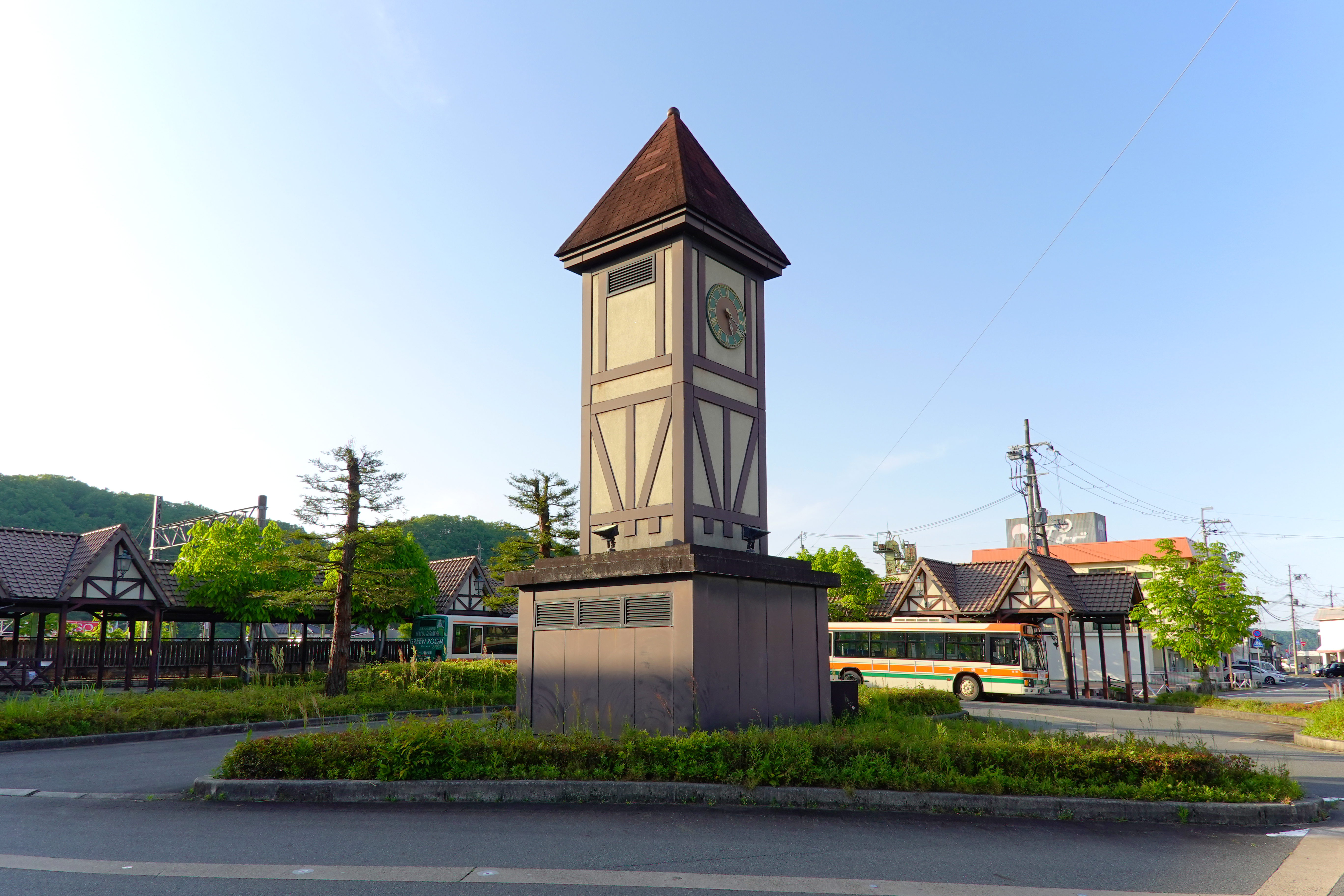
東口（2023年5月）

江原駅（えばらえき）は、兵庫県豊岡市日高町日置字矢組にある、西日本旅客鉄道（JR西日本）山陰本線の駅である。

## 歴史
- 1909年（明治42年）

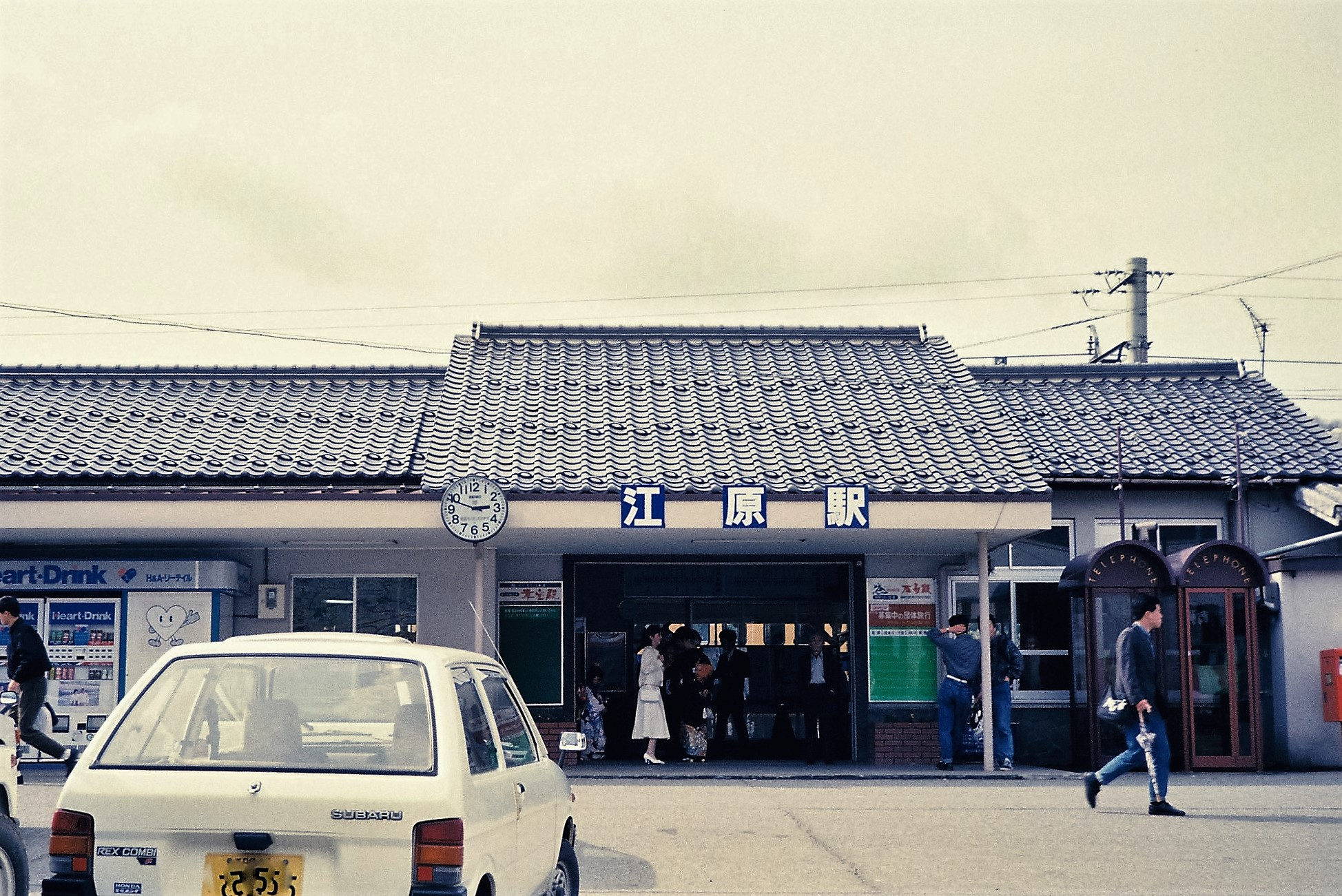
以前の地上駅舎（1989年3月）

  - 7月10日：官設鉄道八鹿駅 - 豊岡駅間延伸時に開設[1]。客貨取扱開始[3]。
  - 10月12日：線路名称制定、播但線所属となる。
- 1912年（明治45年）3月1日：線路名称改定。播但線福知山駅 - 和田山駅 - 香住駅間が山陰本線に編入され、当駅も同線所属となる。
- 1929年（昭和4年）7月21日：出石鉄道開通、当駅に乗入[4]。
- 1944年（昭和19年）5月1日：出石鉄道休止[4]。
- 1960年（昭和35年）3月：駅構内に地下道を設置[5][注釈 1]。
- 1970年（昭和45年）7月20日：出石鉄道廃止[4]。
- 1985年（昭和60年）3月14日：荷物扱い廃止[3]。
- 1986年（昭和61年）11月1日：貨物取扱廃止[3]。
- 1987年（昭和62年）4月1日：国鉄分割民営化に伴い、JR西日本の駅となる[3]。
- 1992年（平成4年）11月：みどりの窓口営業開始。
- 1997年（平成9年）2月27日：駅舎改築[6]。
- 2021年（令和3年）
  - 3月13日：ICOCAサービス開始[7][8]。
  - 7月1日：再度直営駅化。
- 2022年（令和4年）10月1日：組織改正に伴い、近畿統括本部福知山管理部管轄となる。
- 2023年（令和5年）
  - 3月5日：みどりの窓口営業終了[2][9]。
  - 3月6日：みどりの券売機プラスを導入[2][9]。終日無人駅。

## 駅構造
島式ホーム1面2線を有する列車交換可能な地上駅。豊岡駅管理の無人駅であり、みどりの券売機プラスが設置されている。以前は旧・出石町との間を結んでいた出石鉄道の起点駅であった。

### のりば
| のりば | 路線     | 方向 | 行先                   |
| ------ | -------- | ---- | ---------------------- |
| 1      | 山陰本線 | 上り | 和田山・京都・大阪方面 |
| 2      | 山陰本線 | 下り | 豊岡・城崎温泉方面     |

## 利用状況
JR西日本の移動等円滑化取組報告書によると、2023年（令和5年）度の1日平均乗降人員は1,088人であった。
近年の1日平均乗車人員の推移は以下の通り。
（2018年度以降は出典の「豊岡市統計書」に該当年度の指標値が記載無いもの。）
| 年度   | 1日平均 乗車人員 |
| ------ | ---------------- |
| 2000年 | 840              |
| 2001年 | 802              |
| 2002年 | 721              |
| 2003年 | 669              |
| 2004年 | 644              |
| 2005年 | 642              |
| 2006年 | 620              |
| 2007年 | 596              |
| 2008年 | 614              |
| 2009年 | 646              |
| 2010年 | 650              |
| 2011年 | 631              |
| 2012年 | 638              |
| 2013年 | 653              |
| 2014年 | 617              |
| 2015年 | 637              |
| 2016年 | 608              |
| 2017年 | 587              |
| 2020年 | 515              |

## 駅周辺
- 円山川
- 但馬国分寺跡
- 但馬国府・国分寺館
- 豊岡市役所日高振興局
- 豊岡市立図書館日高分館
- 兵庫県立日高高等学校
- 但馬日高郵便局

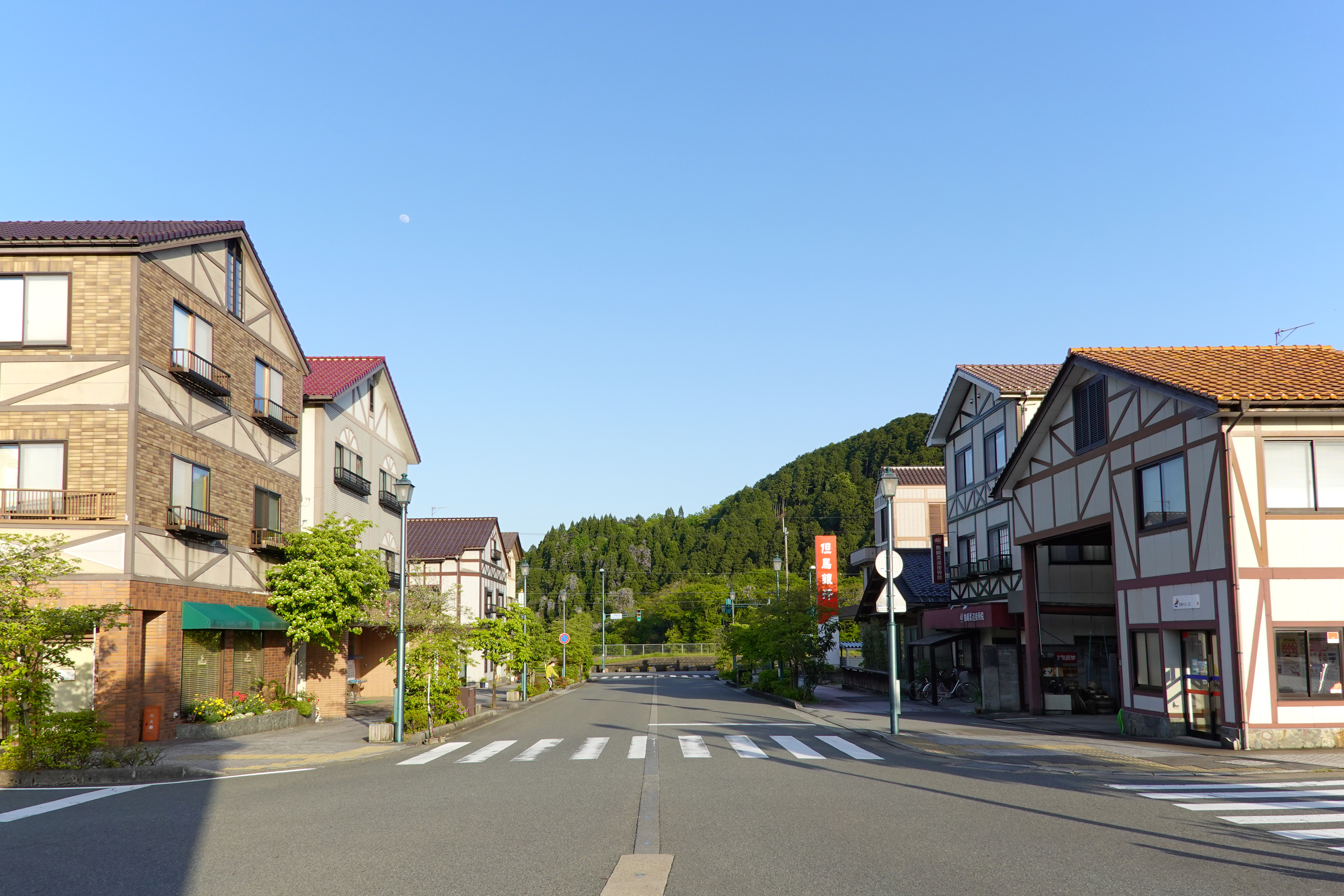
東口駅前風景（2023年5月）

- 公立豊岡病院組合立豊岡病院日高医療センター
- 兵庫県道1号日高竹野線
- 国道312号
- 国道482号
- フジテックビッグステップ
- バーガーシティサンロード店

## バス路線
江原駅
- 全但バス[注釈 4]：豊岡駅・出石・東河内方面

江原駅西口
- イナカー：三方・八代方面

## 隣の駅
※特急「こうのとり」・「きのさき」・「はまかぜ」の隣の停車駅は各列車記事を参照のこと。
西日本旅客鉄道（JR西日本）
 山陰本線
八鹿駅 - （宿南信号場） - 江原駅 - 国府駅

### かつて存在した路線
出石鉄道
出石鉄道線
江原駅 - 上ノ郷駅